# MOMOIRO CLOVER Z BEST ALBUM「桃も十、番茶も出花」
『MOMOIRO CLOVER Z BEST ALBUM「桃も十、番茶も出花」』（ももいろクローバーZ ベストアルバム「もももじゅう、ばんちゃもでばな」）は、2018年5月23日に発売されたももいろクローバーZのオールタイム・ベスト・アルバム。オリコン週間アルバムチャート第1位を獲得し、発売から1か月で日本レコード協会・ゴールドディスク認定（累計出荷10万枚以上25万枚未満）となった。
本アルバムの発売日およびその前日には、グループ初の東京ドーム公演『ももいろクローバーZ 10th Anniversary The Diamond Four -in 桃響導夢-』を行った。

## 概要
タイトルの「桃も十、番茶も出花」の由来は、ことわざの「鬼も十八、番茶も出花」。これは“鬼の娘であっても十八才の年頃になれば色気が出て魅力的に見え、粗末な番茶であっても淹れたばかりならば香りよく感じる”と謙遜の気持ちを表す言葉である。
ももいろクローバーZのメンバーもかつて、“本当に有望な人材というわけではなく努力が必要”だと判断され、数人の客を相手に路上ライブからのスタートを強いられた過去があり、そこからの十周年を記念した作品であることを踏まえ「桃も十、番茶も出花」と名付けられた。
音楽業界の慣例である「アルバムを3枚くらい出したらベストアルバムを出す」といった縛りにとらわれず、純粋に周年を祝ってリリースした珍しい作品だとチーフディレクターの宮本純乃介は述べており、過去の歩みと未来の展望をイメージした新曲「クローバーとダイヤモンド」も収録。
以下の3タイプでリリースされている。
- 通常盤
  - CD2枚組

- 初回限定 -スターターパック-（初回限定という名称であるが、継続的に販売されている）
  - CD2枚＋Blu-ray1枚組
  - 通常盤にBlu-rayが加わり、以下を収録
    - ドキュメンタリー「はじめてのももクロ -10th Anniversary Edition-」 - 踊る大捜査線シリーズの本広克行が監督を務め、ももいろクローバーZに興味がない人でも楽しめるように制作された、結成から今に至るまでの青春ドキュメンタリー
    - 「クローバーとダイヤモンド」Music Video
    - 「クローバーとダイヤモンド」Music Video メイキング映像

- 初回限定 -モノノフパック-（初回限定という名称であるが、継続的に販売されている）
  - CD3枚＋Blu-ray2枚組
  - 初回限定 -スターターパック-に3枚目のCDが加わり、歴代のカップリング曲やアルバム収録曲の中から、ファン投票で選ばれた上位10曲を収録。さらに4人での新録曲として『行くぜっ！怪盗少女 -ZZ ver.-』と『Z伝説 ～ファンファーレは止まらない～』も収録
  - 1枚目のBlu-rayには以下を収録
    - ドキュメンタリー「はじめてのももクロ -10th Anniversary Edition- モノノフver.」：初回限定 -スターターパック-よりも収録エピソード数が6つ多い
    - 「クローバーとダイヤモンド」Music Video：初回限定 -スターターパック-と同じ
    - 「クローバーとダイヤモンド」Music Video メイキング映像：初回限定 -スターターパック-と同じ

  - 初回限定 -スターターパック-に2枚目のBlu-rayが加わり、有安杏果の卒業に伴い5人最後となったライブ『ももいろクローバーZ 2018 OPENING ～新しい青空へ～』を収録
  - フォトブックレット付スペシャルBOX仕様

## 収録曲
音楽ニュースサイトのナタリーが、本アルバムの全曲レビューを公開している。

### Disc 1
1.~5.は6人体制での「ももいろクローバー」時代のものを収録。
| #         | タイトル                                 | 作詞  | 作曲・編曲 | 時間 |
| --------- | ---------------------------------------- | ----- | ---------- | ---- |
| 1.        | 「ももいろパンチ」                       |       |            | 4:26 |
| 2.        | 「未来へススメ!」                        |       |            | 4:09 |
| 3.        | 「行くぜっ!怪盗少女」                    |       |            | 3:49 |
| 4.        | 「ピンキージョーンズ」                   |       |            | 4:14 |
| 5.        | 「ミライボウル」                         |       |            | 4:27 |
| 6.        | 「Z伝説 〜終わりなき革命〜」             |       |            | 5:08 |
| 7.        | 「D'の純情」                             |       |            | 4:17 |
| 8.        | 「労働讃歌」                             |       |            | 4:40 |
| 9.        | 「猛烈宇宙交響曲・第七楽章「無限の愛」」 |       |            | 5:13 |
| 10.       | 「Z女戦争」                              |       |            | 6:57 |
| 11.       | 「サラバ、愛しき悲しみたちよ」           |       |            | 5:00 |
| 合計時間: | 合計時間:                                | 52:20 |            |      |

### Disc 2
| #         | タイトル                         | 作詞・作曲    | 編曲                           | 時間  |
| --------- | -------------------------------- | ------------- | ------------------------------ | ----- |
| 1.        | 「Neo STARGATE」                 |               |                                | 8:21  |
| 2.        | 「BIRTH Ø BIRTH」                |               |                                | 5:03  |
| 3.        | 「GOUNN」                        |               |                                | 5:46  |
| 4.        | 「泣いてもいいんだよ」           |               |                                | 5:07  |
| 5.        | 「MOON PRIDE」                   |               |                                | 3:43  |
| 6.        | 「夢の浮世に咲いてみな」         |               |                                | 4:41  |
| 7.        | 「青春賦」                       |               |                                | 5:17  |
| 8.        | 「『Z』の誓い」                  |               |                                | 4:51  |
| 9.        | 「WE ARE BORN」                  |               |                                | 4:21  |
| 10.       | 「マホロバケーション」           |               |                                | 4:30  |
| 11.       | 「ザ・ゴールデン・ヒストリー」   |               |                                | 5:02  |
| 12.       | 「BLAST!」                       |               |                                | 5:35  |
| 13.       | 「笑一笑 〜シャオイーシャオ!〜」 |               |                                | 4:43  |
| 14.       | 「クローバーとダイヤモンド」     | CLIEVY（C&K） | 小松一也 歌詞・動画 - 歌ネット | 5:00  |
| 合計時間: | 合計時間:                        | 合計時間:     | 合計時間:                      | 72:00 |

### Disc 3
「初回限定 -モノノフパック-」のみ
| #         | タイトル                                 | 作詞  | 作曲・編曲 | 時間 |
| --------- | ---------------------------------------- | ----- | ---------- | ---- |
| 1.        | 「CONTRADICTION」                        |       |            | 4:14 |
| 2.        | 「走れ!」                                |       |            | 4:36 |
| 3.        | 「白い風」                               |       |            | 4:15 |
| 4.        | 「コノウタ」                             |       |            | 4:22 |
| 5.        | 「全力少女」                             |       |            | 4:29 |
| 6.        | 「黒い週末」                             |       |            | 6:24 |
| 7.        | 「仮想ディストピア」                     |       |            | 4:11 |
| 8.        | 「Link Link」                            |       |            | 5:12 |
| 9.        | 「桃色空（ピンクゾラ）」                 |       |            | 5:38 |
| 10.       | 「DNA狂詩曲（ラプソディ）」              |       |            | 4:18 |
| 11.       | 「行くぜっ!怪盗少女 -ZZ ver.-」          |       |            | 3:50 |
| 12.       | 「Z伝説 〜ファンファーレは止まらない〜」 |       |            | 5:18 |
| 合計時間: | 合計時間:                                | 56:47 |            |      |

### Disc 4
| #  | タイトル | 作詞 | 作曲・編曲 | 監督     |
| -- | --- | ---- | ---------- | -------- |
| 1. | 「ドキュメンタリー『はじめてのももクロ -10th Anniversary Edition-』」(モノノフパックには「モノノフver.」を収録) |      |            | 本広克行 |
| 2. | 「クローバーとダイヤモンド」(Music Video)                                                                       |      |            | 多田卓也 |
| 3. | 「クローバーとダイヤモンド」(Music Video メイキング映像)                                                        |      |            | 多田卓也 |

### Disc 5
| #  | タイトル                                                           | 作詞 | 作曲・編曲 |
| -- | ------------------------------------------------------------------ | ---- | ---------- |
| 1. | 「ももいろクローバーZ 2018 OPENING 〜新しい青空へ〜 LIVE Blu-ray」 |      |            |

## ももいろクローバーZ 2018 OPENING 〜新しい青空へ〜
メンバーの有安杏果にとって最後（5人体制最後）となったライブ。単体の映像作品としてはリリースされていないが、本アルバム『桃も十、番茶も出花』の初回限定 -モノノフパック-付属のBlu-rayディスクに収録されている（初回限定の名称であるが、継続的に販売されている）。
Overture
1. Z伝説～終わりなき革命～
2. 未来へススメ!
3. ゴリラパンチ
4. 仮想ディストピア
5. 白い風
6. 行く春来る春
7. ツヨクツヨク
8. words of the mind -brandnew journey-
9. BLAST!
10. DECORATION
11. 行くぜっ!怪盗少女
12. 灰とダイヤモンド
13. 走れ！-Z ver.-
14. モノクロデッサン
15. 新しい青空へ
16. あの空へ向かって